# WCPRC
WCPRC significa Prêmio das Crianças do Mundo pelos Direitos da Criança.
Os jovens podem trabalhar com o ele com auxílio da revista O Globo e do site Childrensworld. Lá, elas conhecem os candidatos ao prêmio e amigos mundiais. O Globo e o website estão em oito idiomas.
Os alunos menores de 18 anos dessas escolas têm o direito a participar da votação mundial. Ela decide quem deve ser agraciado com um dos prêmios principais, o Prêmio dos Amigos Mundiais. Em 2006, quase 3,8 milhões de crianças votaram na Votação Mundial.
O outro prêmio principal, o Prêmio das Crianças do Mundo, é laureado por um júri infantil internacional. As crianças do júri são especialistas em Direitos da Criança através de suas próprias experiências de vida. As crianças já foram, entre outras coisas, soldados, escravos, refugiados, crianças de rua, foram obrigadas a se prostituir ou tiveram seus direitos violados de outra maneira. As crianças também lutam pelos Direitos da Criança. As crianças representam todas as crianças do mundo com experiências de vida semelhantes. Milhões de crianças do mundo aprendem sobre diferentes partes dos Direitos da Criança através das histórias dessas crianças. Três candidatos finalistas são escolhidos todo ano pelo comitê da premiação do júri infantil, formado por cinco das crianças. O candidato que não recebe o Prêmio dos Amigos Mundiais e nem O Prêmio das Crianças do Mundo, é agraciado com o Prêmio de Honra das Crianças do Mundo.
Em 2007, o valor do prêmio é de pelo menos um milhão de coroas suecas (R$ 330.000). Para isso colaboram, entre outros, AstraZeneca e Banco Fonder. Os três ganhadores dos prêmios usam o dinheiro em suas batalhas pelos Direitos da Criança.
- site oficial